# Aéroport international de Weihai-Dashuibo
L'aéroport international de Wēihǎi Dàshuǐbó (chinois simplifié : 威海大水泊国际机场, pinyin : Wēihǎi Dàshuǐbó guójì jīchǎng), (code IATA : WEH • code OACI : ZSWH) est un aéroport situé dans le village de Dàshuǐbó (大水泊镇) sur le territoire de la ville de Wendeng sous l'administration de la ville-préfecture de Weihai, dans la province du Shandong, en Chine.

## Compagnies aériennes et destinations
| Compagnies              | Destinations                                              |
| ----------------------- | --------------------------------------------------------- |
| Air China               | Pékin-Capitale, Hangzhou-Xiaoshan, Harbin Taiping         |
| Asiana Airlines         | Séoul-Incheon                                             |
| China Airlines          | Taïwan-Taoyuan                                            |
| China Eastern Airlines  | Changchun, Hefei, Séoul-Incheon, Shanghai-Hongqiao        |
| China Express Airlines  | Chongqing-Jiangbei, Dalian-Zhoushuizi, Jining Da'an (en)  |
| China Southern Airlines | Canton-Baiyun, Nankin                                     |
| Jeju Air                | Séoul-Incheon                                             |
| Juneyao Airlines        | Daqing, Nankin                                            |
| Korean Air              | Séoul-Incheon                                             |
| Shandong Airlines       | Pékin-Capitale, Jinan, Shanghai-Hongqiao, Shenzhen-Bao'an |
| Tianjin Airlines        | Dalian-Zhoushuizi, Shanghai-Pudong                        |

Édité le 03/02/2018
Source : airwh.com